# Instituto de Ciberdefensa de las Fuerzas Armadas
El Instituto de Ciberdefensa de las Fuerzas Armadas (ICFA) es un instituto militar del Estado Mayor Conjunto de las Fuerzas Armadas con sede en Palermo y bajo la dependencia de la Facultad Militar Conjunta de la Universidad de la Defensa Nacional (UNDEF).

## Reseña
Fue resuelto crear el 18 de marzo de 2021 en la órbita de la Facultad Militar Conjunta de la Universidad de la Defensa Nacional (UNDEF). Fue inaugurada su sede el 23 de febrero de 2022 en dependencias del Instituto Geográfico Nacional en Palermo.
El instituto militar impulsa la formación del personal militar y civil en ciberdefensa con responsabilidad primaria en la formación militar conjunta.